# Битка код Бање Луке
Битка код Бање Луке одиграла се 4. августа 1737. године између војске Аустрије и Османског царства. Битка је део аустријско-турског рата (1736—1739) и завршила се победом Османлија.

## Увод
Аустријске снаге одређене за операције у Босни, под командом генерала Јозефа Заксен-Хилдбургхаузена имале су задатак да главнином, из Славоније, заузму Бању Луку и Јајце и избију у долину Босне и Дрине, а помоћним снагама, од Удбине, Карловца и Загреба да овладају Босанском Крајином. Хилдбургхаузен је са око 16.500 људи 16. јула прешао Саву код Старе Градишке и наступајући ка Бањој Луци избио у село Кијевце, одакле је наставио покрет у две колоне: главним правцем села Машићи — Маховљани — Клашнице — Трн, а помоћним правцем Јурковица — Буковица. Не наилазећи на значајнији отпор, он је 23. јула избио пред Бању Луку, северно од града, одакле је помоћну колону упутио на Лауш. Град је тада бранило око 5.000 Турака с ослонцем на тврђаву (цитаделу).

## Припреме за битку
Пошто је посада одбила позив на предају, Аустријанци су центрирали град затворивши претходно све прилазе на левој обали Врбаса, затим су подигли мост низводно од ушћа Врбање и још један узводно од града, па пребацили слабије снаге под командом генерала Барањаје на десну обалу Врбаса ради затварања прилаза са источне стране. Упоредо су отпочели систематски напад са линије Лауш-ушће Врбање. Браниоци су 29. јула били принуђени ватром да се повуку у тврђаву. До 3. августа, и поред активне одбране Турака, Аустријанци су паралелама и приближницама подишли тврђави на јуришно одстојање, с намером да 4. августа изврше јуриш уз садејство снага генерала Барањаје. У међувремену, босански везир Али-паша Хекимоглу прикупио је снаге на Травничком пољу и око 20. јула кренуо преко Јајца према Бањој Луци. У селу Подрашници прикључио му се зворнички капетан Мехмедбег Фидахић са својим контингентом, који је пре тога разбио аустријску удбинску колону. Са око 15.000 људи, Али-паша се 3. августа пребацио на десну обалу Врбаса код села Крмине, наставио покрет правцем села Љубачево — Мемићи — Бастахи — Понир — Старчевица и 4. августа избио пред Бању Луку да разбије опсаду. Дознавши 3. августа да се јаче турске снаге налазе на левој обали Врбаса, Хилдбургхаузен је решио да их нападне чим се приближе Бањој Луци, па је део снага генерала Барањаје вратио на леву обалу. Накнадно извештен да се Турци налазе на десној обали, почео је пребацивати главнину на ту страну, где се Али-паша већ био груписао за напад.

## Битка
Око поднева се Али-паша сручио свом жестином на снаге генерала Барањаје, захвативши и делове који су пребацивани преко моста. Вештим маневром коњице, Турци су снажно ударили у леви бок недовршеног поретка на коме се налазила аустријска коњица, разбили је и продрли у позадину уносећи панику у цео распоред. Велики број Аустријанаца набачен је на Врбас у коме се удавио. Тешке борбе настављене су око моста. Аустријанци су одолевали налетима захваљујући ватре главнине с леве обале и батаљонима одређеним за заштиту моста. Борбе су престале пред ноћ 4/5. августа, пошто су се Турци спојили с посадом тврђаве. Аустријанци су у току ноћи прекинули опсаду, почели се повлачити ка Старој Градишки и 13. августа се пребацили на леву обалу Саве. Имали су око 600 мртвих и 250 рањених; турски губици су били вероватно мањи. Због пораза код Бање Луке повукле су се и остале снаге из Босне.